# Georg Albano von Jacobi
Georg Albano von Jacobi (26 de enero de 1805-1874) fue un escritor, botánico y militar de artillería alemán.
Fue un especialista en el género de plantas suculentas Agave.

## Algunas publicaciones
- Nachtrag zu dem Versuch einer systematischen ordnung der agaven (Addendum al intentar una ordenación sistemática de los agaves)

### Libros
- georg albano von Jacobi. 1859. Beschreibung des gegenwärtigen Zustandes der europäischen Feld-Artillerien: Beschreibung des Materials und der Ausrüstung der nassauischen Feld-Artillerie. Volumen 6. Editor Kupferberg, 95 pp. en línea
- --------------------------------------. 1849. Etat actuel de l'artillerie de campagne suédoise. Editor J. Corréard, 149 pp.
- --------------------------------------. 1845. Artillerie de campagne bavaroise. Etat actuel de l'artillerie de campagne en Europe. Editor J. Corréard, 299 pp. en línea
- --------------------------------------. 1843. Beschreibung des gegenwärtigen zustandes der europäischen feld-artillerien: K.K. oesterreichische feld-artillerie. Volumen 9. ix + 293 pp. en línea
- --------------------------------------. 1838. Etat actuel de l'artillerie de campagne en Europe. Volumen 1. Editor J. Corréard, xx + 173 pp. en línea. Edición reimpresa de BiblioBazaar, 204 pp. ISBN 1246355663
- --------------------------------------. 1835. Englische fied-artillerie. Volumen 1. xii + 83 pp. en línea

## Eponimia
Especies
| - (Agavaceae) Agave jacobiana Salm-Dyck - (Asphodelaceae) Asphodelus jacobi Sennen & Mauricio - (Commelinaceae) Commelina jacobi C.E.C.Fisch. | - (Cupressaceae) Juniperus jacobi Hort. ex Beissn. - (Cyperaceae) Scirpus jacobi C.E.C.Fisch. | - (Mimosaceae) Calliandra jacobiana Renvoize - (Orchidaceae) × Laeliocattleya jacobiana Hort. - (Polygalaceae) Polygala jacobii Chandrab. |